# Straßenwirtshaus (Leutershausen)
Straßenwirtshaus (fränkisch: Schdrasnwirtshaus) ist ein Gemeindeteil der Stadt Leutershausen im Landkreis Ansbach (Mittelfranken, Bayern). Straßenwirtshaus liegt in der Gemarkung Neunkirchen bei Leutershausen.

## Geografie
Der Weiler liegt am Krämleinsbach, einem linken Zufluss der Altmühl. Im Süden liegen die Eckertshölzer. Die Staatsstraße 2246 führt nach Lengenfeld (1,3 km östlich) bzw. nach Hannenbach (0,8 km südwestlich). Eine Gemeindeverbindungsstraße führt über Neunkirchen-Siedlung nach Neunkirchen bei Leutershausen (0,7 km nördlich) bzw. nach Oberdombach (2 km südlich). Unmittelbar nördlich des Ortes verläuft die Bahnstrecke Nürnberg–Crailsheim, an der der Ort einen Haltepunkt hatte.

## Geschichte
Erstmals schriftlich erwähnt wurde die Ansiedelung 1809. Nach einer Pfarrbeschreibung von Neunkirchen aus dem Jahr 1833 wurde dieses Wirtshaus 1804 und das daneben stehende Bauernhaus bereits 1792 errichtet. Zuweilen wurde der Ort nach dem Namen des Besitzers „Kochswirtshaus“ genannt.
Im Rahmen des Gemeindeedikts wurde Straßenwirtshaus dem 1808 gebildeten Steuerdistrikt Neunkirchen zugeordnet. Es gehörte auch der 1811 gegründeten Ruralgemeinde Neunkirchen an.
Am 1. Januar 1972 wurde Straßenwirtshaus im Zuge der Gebietsreform in Bayern nach Leutershausen eingemeindet. Auf der nördlichen Seite der Bahnlinie entstand in den 1970er und 1980er Jahren ein Neubaugebiet, das ursprünglich zu Straßenwirtshaus gerechnet wurde, mittlerweile aber zu Neunkirchen zählt.

## Einwohnerentwicklung
| Jahr      | 001818 | 001840 | 001861 | 001871 | 001885 | 001900 | 001925 | 001950 | 001961 | 001970 | 001987 |
| Einwohner | 4      | 5      | *      | 8      | 6      | 4      | 4      | 4      | 8      | 5      | 19     |
| Häuser    | 1      | 1      |        |        | 1      | 1      | 1      | 1      | 1      |        | 5      |
| Quelle    | [ 11 ] | [ 12 ] | [ 13 ] | [ 14 ] | [ 15 ] | [ 16 ] | [ 17 ] | [ 18 ] | [ 19 ] | [ 20 ] | [ 1 ]  |

## Religion
Der Ort ist evangelisch-lutherisch geprägt und nach St. Georg (Neunkirchen bei Leutershausen) gepfarrt. Die Einwohner römisch-katholischer Konfession sind nach St. Ludwig (Ansbach) gepfarrt.